# Station Wolterdingen (Han)
Station Wolterdingen (Han) (Haltepunkt Wolterdingen (Han)) is een spoorwegstation in de Duitse plaats Wolterdingen, gemeente Soltau, in de deelstaat Nedersaksen. Het station ligt aan de spoorlijn Walsrode - Buchholz. Dit station wordt deels gebruikt door de bezoekers van het attractiepark Heide-Park, dat op ongeveer 20 minuten lopen (2 km) van het station ligt.

## Indeling
Het station behoort tot de laagste stationscategorie, waardoor het perron sober is ingericht, voor beschutting is er een abri geplaatst. Het station is te bereiken vanaf de straat Soltauer Straße (K 24). 

## Verbindingen
Het station wordt bediend door treinen van erixx. De volgende treinserie doet het station Wolterdingen (Han) aan:
| Serie | Treinsoort           | Route                                                                              | Bijzonderheden |
| ----- | -------------------- | ---------------------------------------------------------------------------------- | -------------- |
| RB 38 | Regionalbahn (Erixx) | Buchholz (Nordheide) – Wolterdingen (Han) – Soltau (Han) – Walsrode – Hannover Hbf |                |